# Кенозеро (озеро, Карелия)
Кенозеро — пресноводное озеро на территории Плотинского сельского поселения Лоухского района Республики Карелии.

## Общие сведения
Площадь озера — 6,4 км². Располагается на высоте 54,5 метров над уровнем моря.
Форма озера лопастная, продолговатая: оно более чем на двенадцать километров вытянуто с юго-запада на северо-восток. Берега изрезанные, каменисто-песчаные, преимущественно возвышенные.
Через озеро течёт река Домашняя, впадающая Лоухское озеро, из которого берёт начало река Луокса, приток реки Керети, впадающей, в свою очередь, в Белое море.
В озере более десяти безымянных островов различной площади, однако их количество может варьироваться в зависимости от уровня воды.
Код объекта в государственном водном реестре — 02020000711102000002637.